# Strange Kind of Woman
Strange Kind of Woman je skladba britské hardrockové skupiny Deep Purple poprvé vydaná jako singl k albu Fireball a později i jako součást americké a kanadské verze této desky. Píseň získala už ve své době uznání, stala se pevnou součástí koncertního setlistu a také jedním z klasických hitů Deep Purple.

## Historie
Skladba byla nahrána během natáčení alba Fireball. Oproti zbylým písním, delším a experimentálnějším, měla díky líbivé melodii a výraznému rytmu v hudbě i zpěvu komerční potenciál, proto byla vybrána na singl. Její pracovní název zněl Prostitute. Později se změnil na Strange Kind of Woman, prostitutka jménem Nancy ale zůstala ústřední postavou milostného příběhu, v němž se do ní zamiluje mladý muž. Nancy kvůli němu upustí od dosavadního stylu života, milenci se vezmou, ale ona vzápětí umírá.
Z textu není zřejmé, o kterých konkrétních lidech píseň vypráví a Ian Gillan, hlavní autor textu, nabízel různé verze. Na některých koncertech (například na albu Deep Purple In Concert) tvrdil, že jde o jeho kamaráda, jemuž se přesně takový příběh stal. Ve své biografii zase prohlašoval, že text je alegorií a vzpomínkou na jeho mládí, kdy se vášnivě zamiloval do podobné ženy. Zároveň dodával, že Strange Kind Of Woman, není píseň pouze o jedné ženě, ale že představuje jakýsi soubor vzrušení a zklamání z jeho starých lásek.
B stranou singlu tvořila nepříliš výrazná píseň I'm Alone, která svým vyzněním spíše připomíná tvorbu předchozí sestavy Deep Purple.

## Kritika a přijetí
Singl vyšel těsně před samotným albem a vedl si velmi dobře. Nebyl sice tak úspěšný jako předchozí hit Black Night, dosáhl však na solidní osmou příčku v britské hitparádě.Popularitu písně také podpořilo, že kapela ji takřka okamžitě začala hrát i na koncertech. Její obliba nakonec vedla k tomu, že se stala součástí americké a kanadské verze vydání alba Fireball namísto Demon's Eye. Bylo to poprvé a naposledy, kdy vznikly různé verze jednoho alba Deep Purple.

## Živá vystoupení
Samostatným životem začala tato píseň žít během koncertů. V dobách sestavy Mark II zněla takřka na každém vystoupení, během nichž kapela natahovala její délku na více než dvojnásobek až trojnásobek a vyplňovala ji improvizací. Pro tuto skladbu jsou typické duely mezi Ianem Gillanem a Ritchiem Blackmorem, během nichž zpěvák hlasem napodoboval jednoduché kytarové vyhrávky. Tento "souboj" končil často velmi vysokými tóny, po nichž celá kapela společně zahrála závěr písně.

## Obsazení
- Ian Gillan – zpěv
- Ritchie Blackmore – kytara
- Jon Lord – klávesy
- Roger Glover – basová kytara
- Ian Paice – bicí nástroje